# Steinreihe von Ballycleagh
Die meernahe Steinreihe von Ballycleagh liegt 1,5 km südöstlich des Weilers Ballycleagh (irisch Baile Cloicheach) im County Antrim in Nordirland.
Von den ursprünglich drei Steinen der Steinreihe, von denen einer verloren gegangen ist, stehen die beiden verbliebenen in der Nähe eines Hauses an der Torr Road, nördlich von Cushendun, mit Blick auf die Bucht von Cushendun.
Die beiden sehr massiven Steine stehen im Abstand von 5,2 m. Der Stein in der Nähe der Straße ist 1,52 m hoch und 1,53 m breit und 77 cm dick; der andere Stein ist 1,88 m hoch und 1,6 m breit und 1,3 m dick.
Weiter nördlich liegt das Altagore Cashel.